# Großwöllmiß
Großwöllmiß ist eine Ortschaft in der Weststeiermark sowie eine Streusiedlung und Katastralgemeinde der Gemeinde Sankt Martin am Wöllmißberg im Bezirk Voitsberg, Steiermark. Der Ort war von 1850 bis zum Januar 1952 eine eigenständige Gemeinde die bei ihrer Gründung den Namen Großwölniß trug.

## Ortsname und Geografie
Der Namensteil -wöllmiß stammt wahrscheinlich aus dem Gebiet des heutigen Deutschlands und hat vermutlich denselben Ursprung wie der Name der Hochebene Wöllmisse bei Jena. Die Grundform des Namens könnte das germanische *walmisō sein, von dem sich auch das althochdeutsche walm für aufwalmen und das mittelhochdeutsche walm für walmen ableiten. Der Name bezeichnete ursprünglich den Wöllmißbach und ging später auf die Siedlung über. Der Namensteil Groß- dient zur Abgrenzung vom benachbarten Kleinwöllmiß.
Großwöllmiß liegt im nordwestlichen Teil der Gemeinde Sankt Martin am Wöllmißberg, an den Erhebungen zwischen den Gößnitzbach im Norden, der Teigitsch im Süden und Westen sowie dem Wöllmißbach im Osten. Im Nordwesten, Norden und Nordosten grenzt die Stadtgemeinde Voitsberg mit den beiden Katastralgemeinden Kowald und Arnstein und der Rotte Teigitschgraben an Großwöllmiß, wobei hier der Gößnitzbach und die Teigitsch einen Teil der Grenzen bilden. Im Osten bildet die Teigitsch den Grenzverlauf zu der Gemeinde Krottendorf-Gaisfeld mit der Katastralgemeinde Krottendorf und der Marktgemeinde Ligist mit der Katastralgemeinde Unterwald. Im Südosten, Süden und Südwesten befindet sich die Katastralgemeinde Sankt Martin am Wöllmißberg der gleichnamigen Gemeinde, wobei auch hier die Teigitsch einen Teil der Grenze bildet. Die ebenfalls zu Sankt Martin am Wöllmißberg gehörende Katastralgemeinde Kleinwöllmiß befindet sich im Westen, wobei hier der Wöllmißbach den Grenzverlauf markiert.
Auf dem Gebiet der Katastralgemeinde Großwöllmiß befinden sich neben der gleichnamigen Ortschaft noch die statistisch erfassten Einzelhöfe Görifastl, Jauk, Schwaiger, Sonneisner, Stumpf und Tischlerweber. Im Nordwesten der Katastralgemeinde mündet der Gößnitzbach in die Teigitsch. Durch den nördlichen Teil der Katastralgemeinde verläuft die Landesstraße L 348, die Teigitschgrabenstraße zwischen Gaisfeld und Kreuzberg.

## Geschichte
Der heutige Ort Großwöllmiß entstand in der Zeit vom 11. bis 13. Jahrhundert auf einem hochmittelalterlichen Rodungsgebiet. Die ursprüngliche Siedlung bestand aus mehreren Einzelhöfen mit Einödfluren. Die erste urkundliche Erwähnung erfolgte 1782 als Mertner Wöllmes. Weitere Erwähnungen erfolgten um 1790 als Groß Welmiß sowie schließlich 1900 als Großwöllmiss.
Die Einwohner des Ortes gehörten bis zur Abschaffung der Grundherrschaften im Jahr 1848 zu verschiedenen Herrschaften. So etwa zum Amt Leonroth der Herrschaft Leonroth und dem Frischling-Amt der Herrschaft Ligist. Die Untertanen waren gegenüber den Herrschaften Greißenegg und Krems zinspflichtig. Das Gerichtsgetreide ging an die Herrschaft Obervoitsberg. Großwöllmiß gehörte zum Werbbezirk der Herrschaft Greißenegg.
Im Jahr 1850 wurde mit der Konstituierung der freien Gemeinden die eigenständige Gemeinde Großwölniß gegründet. Der Wald am Kogel beim Hof Sonneisner brannte am 12. März 1913. Bei einem schweren Unwetter mit wolkenbruchartigen Regenfällen am 14. September 1923 wurden neben Feldern und Wiesen zerstört auch mehrere Fahrwege und Brücken zerstört. Am 1. Januar 1952 wurde die Gemeinde Großwölniß mit der Gemeinde Sankt Martin am Wöllmißberg zur Gemeinde Sankt Martin am Wöllmißberg zusammengelegt.

## Wirtschaft und Infrastruktur
Großwöllmiß ist land- und forstwirtschaftlich geprägt. Im Jahr 1950 befand sich auch ein Holzschuhmacher im Ort.

## Kultur und Sehenswürdigkeiten

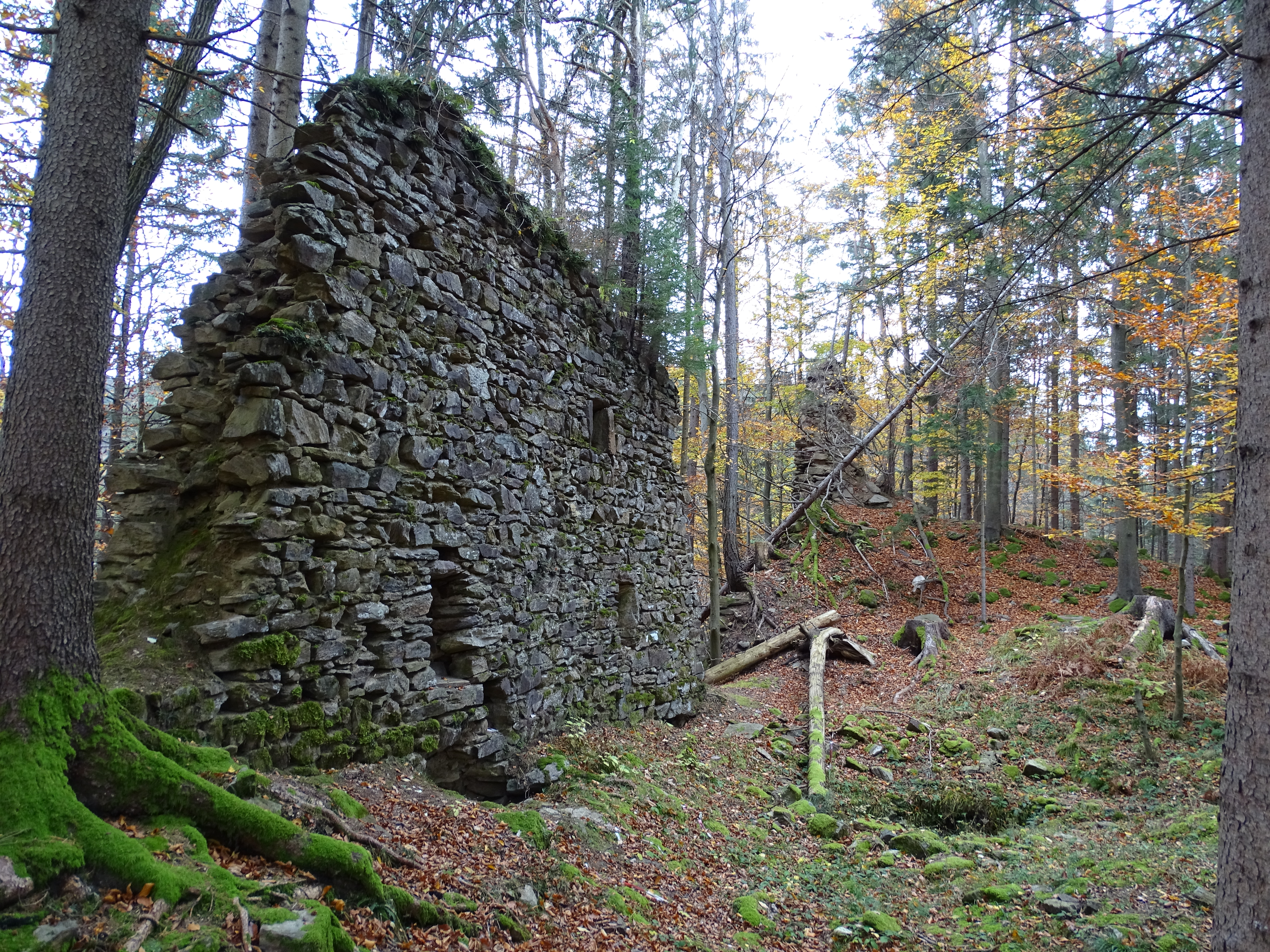
Die Reste der Wehrmauer der Burg Alt-Leonroth

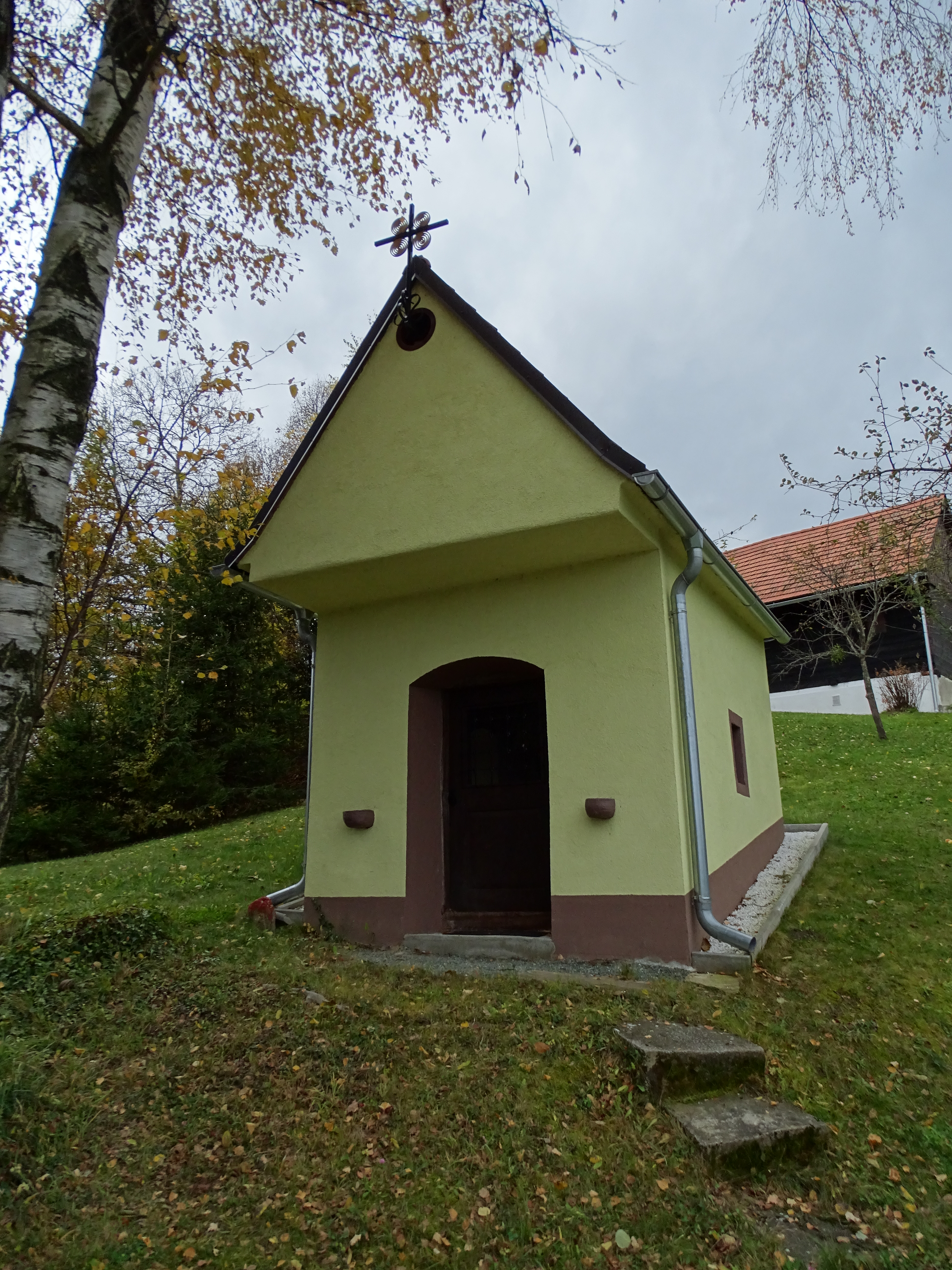
Die Tischlerweberkapelle

Auf dem Gebiet der Katastralgemeinde Großwöllmiß befindet sich mit der Burgruine Alt-Leonroth ein denkmalgeschütztes Bauwerk. Diese Burg wurde im 12. Jahrhundert an der durch die Teigitschklamm führende Straße auf die Pack errichtet und wurde ab dem 15. Jahrhundert dem Verfall preisgegeben. Die Ruine besteht aus zwei Resten der ehemaligen Wehrmauer sowie den noch erkennbaren Fundamenten der Burggebäude.
Im Ort gibt es zudem mehrere religiöse Kleindenkmäler. So etwa die 1856 erbaute Tischlerweberkapelle, auch Gemeindekaplle genannt, welche der Jungfrau Maria geweiht ist. Im Oktober desselben Jahres wurde in der Kapelle ein Kreuzweg aufgestellt und geweiht.

## Politik

### Ehemalige Gemeindevorsteher und Bürgermeister
- 1852 Anton Reis[2]
- 1868 & 1870 Georg Ferner[2]
- 1880 & 1881 Heinrich Fuchs[2]
- spätestens 1884–1894 Anton Schörig[2]
- 1895–1907 Anton Jauk[2]
- 1907–1919 Gustav Wancura[2]
- 1919–1934 Johann Christof[2]
- 1934–1938 Josef Formayer[2]
- 13. März 1938–21. März 1938 August Marek[2]
- 21. März 1938–September 1938 Anton Kuttner[2]
- September 1938–Dezember 1938 Matthias Klug[2]
- Dezember 1938–Mai 1945 Josef Formayer[2]
- Mai 1945–Mai 1946 Johann Formayer[2]
- Mai 1946–1951 Simon Hanus[2]